# Lisa Lopes
Lisa Nicole Lopes (Filadelfia, 27 maggio 1971 – La Ceiba, 25 aprile 2002) è stata una rapper, cantante, compositrice, ballerina, attrice e musicista statunitense.

## Biografia

### Carriera
Anche nota con il nome d'arte di Left Eye, fu membro del gruppo hip hop/R&B femminile delle TLC, oltre ad aver pubblicato due album da solista. Aveva all'attivo anche diverse collaborazioni con artisti hip hop, pop e R&B tra cui Melanie C, Method Man, Toni Braxton e altri.
Era considerata l'anima creativa delle TLC, in quanto era autrice dei testi rappati di molte delle loro canzoni, fra cui alcuni singoli come Ain't 2 Proud 2 Beg, What About Your Friends, Hat 2 da Back, No Scrubs, Waterfalls e Girl Talk; nel gruppo, oltre a cantare, suonava anche le tastiere. Era celebre per l'abitudine di esibirsi, durante i concerti, indossando un paio di occhiali nei quali la lente sinistra era coperta da un profilattico, un modo, a suo dire, di propagandare l'utilizzo dello stesso come metodo di sesso sicuro. Aveva adottato una bambina di nome Snow.

### La morte
Lisa Lopes è morta all'età di 30 anni, il 25 aprile 2002 mentre si trovava in Honduras, a causa di un incidente d'auto nel quale rimase coinvolta la vettura sulla quale viaggiava. Nel tentativo di sorpassare un camion, perse il controllo dell'auto che finì fuori strada, quando vide sopraggiungere nella corsia opposta un'altra vettura. Il veicolo rotolò più volte dopo aver colpito due alberi gettando la cantante e altre tre persone fuori dai finestrini. La Lopes morì sul colpo per "frattura della base del cranio" e "trauma cerebrale aperto", ed era l'unica a non indossare la cintura di sicurezza e l'unica persona ferita a morte nell'incidente. La collisione è stata registrata su video dall'interno del veicolo perché era in corso un film documentario. I due album che aveva inciso da solista sono usciti postumi.

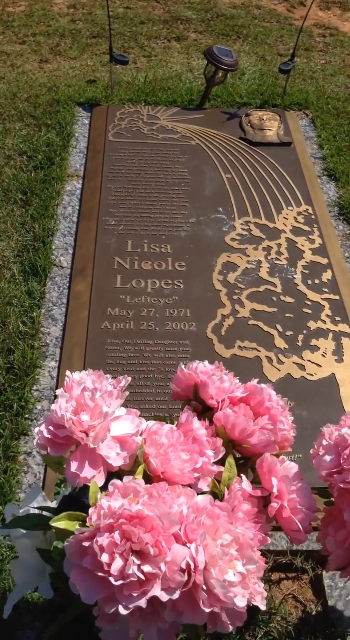
Tomba di Lisa Lopes "Left Eye".

## Discografia

### Album con le TLC
- Ooooooohhh.... On the TLC Tip (1992)
- CrazySexyCool (1994)
- FanMail (1999)
- 3D (2002)
- Now and Forever: The Hits (2003 - raccolta postuma)

### Album solista
- Supernova (2002)
- Eye Legacy (2009)